# Platycleis fusca
Platycleis fusca är en insektsart som beskrevs av Brunner von Wattenwyl 1882. Platycleis fusca ingår i släktet Platycleis och familjen vårtbitare. Inga underarter finns listade i Catalogue of Life.